# Nadine Conner
Nadine Conner (20 de febrero de 1907 - 1 de marzo de 2003) fue una cantante y actriz estadounidense.

## Biografía
Nacida en Compton (California), su verdadero nombre era Evelyn Nadine Henderson, y era descendiente de uno de los primeros colonos californianos de origen no-hispánico.
Siendo adolescente le diagnosticaron una enfermedad pulmonar, motivo por el cual su médico le sugirió que estudiara canto clásico para reforzar sus pulmones, algo habitual en la época. Siguiendo esas instrucciones, en su período de high school empezó a estudiar bajo la tutela del tenor Amado Fernandez. Su potencial salió a la luz y a continuación fue a estudiar con Horatio Cogswell, y más adelante con Florence Easton en Nueva York.
Su nombre artístico procede de su primer marido, de quien se divorció a los dos años de matrimonio. Posteriormente se casó con el Dr. Laurance Heacock. Ella actuó en el programa radiofónico The Voice of Firestone, con estrellas de la talla de Bing Crosby y Nelson Eddy, y además hizo una gira musical con Gordon MacRae.
A finales de 1939 inició su carrera en la ópera clásica. Debutó profesionalmente en 1940 como Margarita en una representación en Los Ángeles de la obra de Charles Gounod Fausto. Cantó con la Ópera de Los Ángeles entre 1939 y 1941. En 1941 empezó su carrera en la Ópera del Metropolitan, debutando como Pamina en La flauta mágica (cantada en inglés).
También tuvo numerosas actuaciones en teatros europeos a partir de 1953, y así mismo cantó con un amplio repertorio de conciertos. Hizo una notable grabación de la obra de Brahms Un Réquiem alemán, bajo la dirección de Bruno Walter.
Llegó a ser una aplaudida intérprete, destacando no solamente con Mozart, sino con papeles como el de Mimi en La Bohème, y una vibrante Violetta en La Traviata. Estuvo cómoda tanto en papeles líricos como en las coloraturas. En total cantó 249 veces en el Metropolitan, retirándose en 1960. Grabó con CBS, Cetra, Melodram, Discocorp, y Camden.
Falleció en Los Alamitos, California, en 2003 por causas naturales.